# 乾元镇
乾元镇，是中国浙江省湖州市德清县所辖的一个镇，自唐代天宝年间至1994年为德清县治所在地。

## 辖区
该镇辖有：
溪街社区、北郊社区、直街社区、西郊社区、东郊社区、明星村、金火村、卫星村、城北村、恒星村、齐星村、联星村和幸福村。